# 綠頭雙冠麗魚
綠頭雙冠麗魚，為輻鰭魚綱鱸形目隆頭魚亞目慈鯛科的其中一種，分布於中美洲尼加拉瓜的Apoyo湖流域，體長可達25公分，棲息在河川的中底層水域，生活習性不明。

## 擴展閱讀
維基物種上的相關：綠頭雙冠麗魚